# Meltwater Group
 Denne artikel bør gennemlæses af en person med fagkendskab for at sikre den faglige korrekthed.

Meltwater er en Software as a Service (SaaS) solution og verdens første online udbyder af medieovervågning. Virksomheden blev i december 2020 noteret på Euronext Growth Oslo (Ticket Code: MWTR). Meltwater blev grundlagt i Oslo (Norge) af Jørn Lyseggen i 2001 og har i dag hovedkontor i San Francisco, Californien med yderligere kontorer i hele Europa, Nordamerika, Asien, Australien og Afrika. Virksomheden beskæftiger mere end 1.600 medarbejdere og har omkring 28.000 kunder på international plan.

## Historie
Virksomheden blev grundlagt i 2001 som Magenta News af Jørn Lyseggen og Gard Haugen. Virksomhedens første produkt var en news clipping tjeneste, der scannede 100.000 nyhedskilder for at indsamle søgeord, der var relevante for virksomhedens forretningskunder. De startede virksomheden med $ 15.000 USD. I 2005 flyttede virksomheden sit hovedkontor til San Francisco og skiftede navn til Meltwater News. I 2008 lancerede Lyseggen, gennem selskabets non-profit gren (Meltwater Foundation), Meltwater Entrepreneurial School of Technology i Accra (Ghana), for at give iværksættere i uddannelse (EIT'er) træning i iværksætteri, software og forretning.
I 2010 annoncerede virksomheden tilføjelsen af Meltwater Press, en webbaseret mediekontakt database, der bruger teknologien natural language processing til at forbinde journalister med deres mest relevante behandlede emner.  Efter overtagelsen af den Bangalore-baserede virksomhed med speciale i overvågning af sociale medier, BuzzGain, i 2010 samt CRM-softwareudvikleren, JitterJam, i februar 2011, gik Meltwater på markedet med Buzz Engage i juni 2011 , et værktøj til social media marketing- og business intelligence. I august 2011 erhvervede virksomheden den sociale søgemaskine, IceRocket, der søgte i realtid og integrerede dens funktionalitet i sin re-brandede Buzz Engage-platform, Meltwater Buzz.
I 2015 lancerede virksomheden en ny media intelligence platform, ved navn "Meltwater". I marts 2016 erhvervede Meltwater analyse startup virksomheden, Encore Alert, og integrerede dens funktionalitet i sit Smart Alert-produkttilbud. I begyndelsen af 2017 erhvervede Meltwater Wrapidity, et Oxford University spin-out, for at tilføje AI til sine medieovervågningsfunktioner, der automatiserer udvinding af data fra ustruktureret web- baseret indhold. Samme år købte virksomheden det Hongkong-baserede big data-selskab Klarity, medieovervågningsdelen fra Postmedia Network, Infomart, medieovervågningsfirmaet, Encore Alerts og dataanalysestartup, Cosmify. I august 2017 købte Meltwater Algo. I marts 2018 købte Meltwater DataSift. I april 2018 købte Meltwater Sysomos.
I maj 2020 overtog Niklas de Besche som administrerende direktør fra Jørn Lyseggen, hvor Lyseggen i stedet fortsatte som bestyrelsesformand. I november 2020 annoncerede Meltwater John Box som CEO og Niklas de Besche som COO.
I december 2020 blev Meltwater noteret på Euronext Growth Oslo (ticker-kode: MWTR).
I december 2020 blev Meltwater titel-partner til Meltwater Champions Chess Tour, en online skak turnering, hvor de bedste spillere i verden konkurrerer i ti turneringer om en samlet præmiepulje på 1,5 mio. USD. Som en del af dette partnerskab blev Magnus Carlsen, den firedobbelte verdensmester i skak, global brandambassadør for Meltwater.

## Produkter
Tidligere var Meltwaters produkter delt op i flere platforme, men i 2015 lancerede virksomheden en ny Media Intelligence platform, som indeholder en samlet løsning til overvågning af redaktionelle medier, sociale medier, pressemodul, social influencers, rapporteringsmodul og real-time analysemodul én platform. Virksomhedens produkter går under kategorien Media Intelligence og omfavner blandt andet:
- Medieovervågning af redaktionelle, online og sociale medier
- Social media management
- Medieanalyse og rapportering
- Presseværktøj og Journalistdatabase
- Social Influencer platform
- Nyhedsbreve, newsfeeds mm. til intern kommunikation
- Målgruppe analyse
- Meltwater Enterprise solutions & API